# Scottish League Cup 2007/08
Der Scottish League Cup wurde 2007/08 zum 62. Mal ausgespielt. Der schottische Fußball-Ligapokal, der unter den Teilnehmern der Scottish Football League ausgetragen wurde, begann am 7. August 2007 und endete mit dem Finale am 16. März 2008 im Hampden Park von Glasgow. Der Wettbewerb wurde offiziell als CIS Insurance League Cup ausgetragen. Wurde ein Duell nach 90 Minuten plus Verlängerung nicht Entschieden, kam es zum Elfmeterschießen. Als Titelverteidiger startete Hibernian Edinburgh in den Wettbewerb, das sich im Vorjahresfinale gegen den FC Kilmarnock durchgesetzt hatte. Im diesjährigen Endspiel trafen die Glasgow Rangers auf den Dundee United. Die Rangers gewannen das Finale durch Elfmeterschießen.

## 1. Runde
Ausgetragen wurden die Begegnungen am 7. und 8. August 2007.
|                     | Ergebnis  |                       |
| ------------------- | --------- | --------------------- |
| Berwick Rangers     | 3:1 n. V. | FC Stenhousemuir      |
| Brechin City        | 0:1       | Stirling Albion       |
| FC Clyde            | 0:3       | Raith Rovers          |
| FC Cowdenbeath      | 2:0       | FC Dumbarton          |
| FC Dundee           | 2:0       | Greenock Morton       |
| Forfar Athletic     | 0:1       | FC Peterhead          |
| Hamilton Academical | 2:1       | FC East Stirlingshire |
| FC Livingston       | 5:0       | Ayr United            |
| FC Queen’s Park     | 2:1       | Alloa Athletic        |
| Ross County         | 3:1       | Elgin City            |
| FC Arbroath         | 4:2       | Albion Rovers         |
| FC East Fife        | 1:0       | Queen of the South    |
| Partick Thistle     | 2:1       | Airdrie United        |
| FC Stranraer        | 1:2       | FC Montrose           |

## 2. Runde
Ausgetragen wurden die Begegnungen am 28. und 29. August 2007.
|                 | Ergebnis              |                     |
| --------------- | --------------------- | ------------------- |
| Berwick Rangers | 2:3                   | Hamilton Academical |
| FC Dundee       | 2:2 n. V. (6:5 i. E.) | FC Livingston       |
| FC Gretna       | 3:1                   | FC Cowdenbeath      |
| Inverness CT    | 3:1                   | FC Arbroath         |
| FC Montrose     | 1:2                   | FC Falkirk          |
| Partick Thistle | 0:0 n. V. (5:4 i. E.) | FC St. Johnstone    |
| FC Peterhead    | 0:3                   | FC Kilmarnock       |
| FC Queen’s Park | 1:2                   | Hibernian Edinburgh |
| FC St. Mirren   | 0:1                   | FC East Fife        |
| Stirling Albion | 0:2                   | Heart of Midlothian |
| Dundee United   | 2:1                   | Ross County         |
| FC Motherwell   | 3:1                   | Raith Rovers        |

## 3. Runde
Ausgetragen wurden die Begegnungen am 25. und 26. September 2007.
|                     | Ergebnis  |                      |
| ------------------- | --------- | -------------------- |
| FC Falkirk          | 0:1       | Dundee United        |
| Hamilton Academical | 2:0       | FC Kilmarnock        |
| Heart of Midlothian | 4:1 n. V. | Dunfermline Athletic |
| Inverness CT        | 3:0       | FC Gretna            |
| FC Dundee           | 1:2       | Celtic Glasgow       |
| FC East Fife        | 0:4       | Glasgow Rangers      |
| Hibernian Edinburgh | 2:4       | FC Motherwell        |
| Partick Thistle     | 0:2       | FC Aberdeen          |

## Viertelfinale
Ausgetragen wurden die Begegnungen am 31. Oktober 2007.
|                | Ergebnis |                     |
| -------------- | -------- | ------------------- |
| FC Aberdeen    | 4:1      | Inverness CT        |
| Dundee United  | 3:1      | Hamilton Academical |
| Celtic Glasgow | 0:2      | Heart of Midlothian |
| FC Motherwell  | 1:2      | Glasgow Rangers     |

## Halbfinale
Ausgetragen wurden die Begegnungen am 30. Januar und 5. Februar 2008.
|                     | Ergebnis |                 |
| ------------------- | -------- | --------------- |
| FC Aberdeen         | 1:4      | Dundee United   |
| Heart of Midlothian | 0:2      | Glasgow Rangers |

## Finale
| Dundee United                             | Dundee United | Glasgow Rangers | Glasgow Rangers |
| ----------------------------------------- | --- | --- | --------------- |
| Dundee United                             | \| 16. März 2008 in Glasgow (Hampden Park) \| \| Ergebnis: 2:2 n. V. (2:2, 1:0), 4:5 i. E. \| \| Zuschauer: 50.019 \| \| Schiedsrichter: Kenny Clark \| \| Spielbericht \|                                                             | \| 16. März 2008 in Glasgow (Hampden Park) \| \| Ergebnis: 2:2 n. V. (2:2, 1:0), 4:5 i. E. \| \| Zuschauer: 50.019 \| \| Schiedsrichter: Kenny Clark \| \| Spielbericht \|                                                                                               | Glasgow Rangers |
| Dundee United                             | Łukasz Załuska – Mihael Kovačević, Garry Kenneth, Lee Wilkie , Christian Kalvenes – Prince Buaben (97. David Robertson), Willo Flood, Mark Kerr, Morgaro Gomis – Noel Hunt (78. Craig Conway), Mark de Vries Cheftrainer: Craig Levein | Allan McGregor – Kirk Broadfoot, Carlos Cuéllar, David Weir, Saša Papac (61. Kris Boyd), – Chris Burke (116. Steven Whittaker ), Brahim Hemdani (46. Jean-Claude Darcheville), Barry Ferguson , Christian Dailly, Steven Davis – Lee McCulloch Cheftrainer: Walter Smith | Glasgow Rangers |
| Dundee United                             | 1:0 Noel Hunt (34.) 2:1 de Vries (96.) | 1:1 Kris Boyd (85.) 2:2 Kris Boyd (113.) | Glasgow Rangers |
| Dundee United                             | Elfmeterschießen | | Glasgow Rangers |
| Dundee United                             | 1:0 Willo Flood Craig Conway 2:1 de Vries David Robertson Lee Wilkie | Jean-Claude Darcheville 1:1 Steven Whittaker 2:2 Steven Davis Lee McCulloch 2:3 Kris Boyd | Glasgow Rangers |
| Dundee United                             | Christian Kalvenes | Kirk Broadfoot, Lee McCulloch | Glasgow Rangers |
| 16. März 2008 in Glasgow (Hampden Park)   | | |                 |
| Ergebnis: 2:2 n. V. (2:2, 1:0), 4:5 i. E. | | |                 |
| Zuschauer: 50.019                         | | |                 |
| Schiedsrichter: Kenny Clark               | | |                 |
| Spielbericht                              | | |                 |